# أسمنت

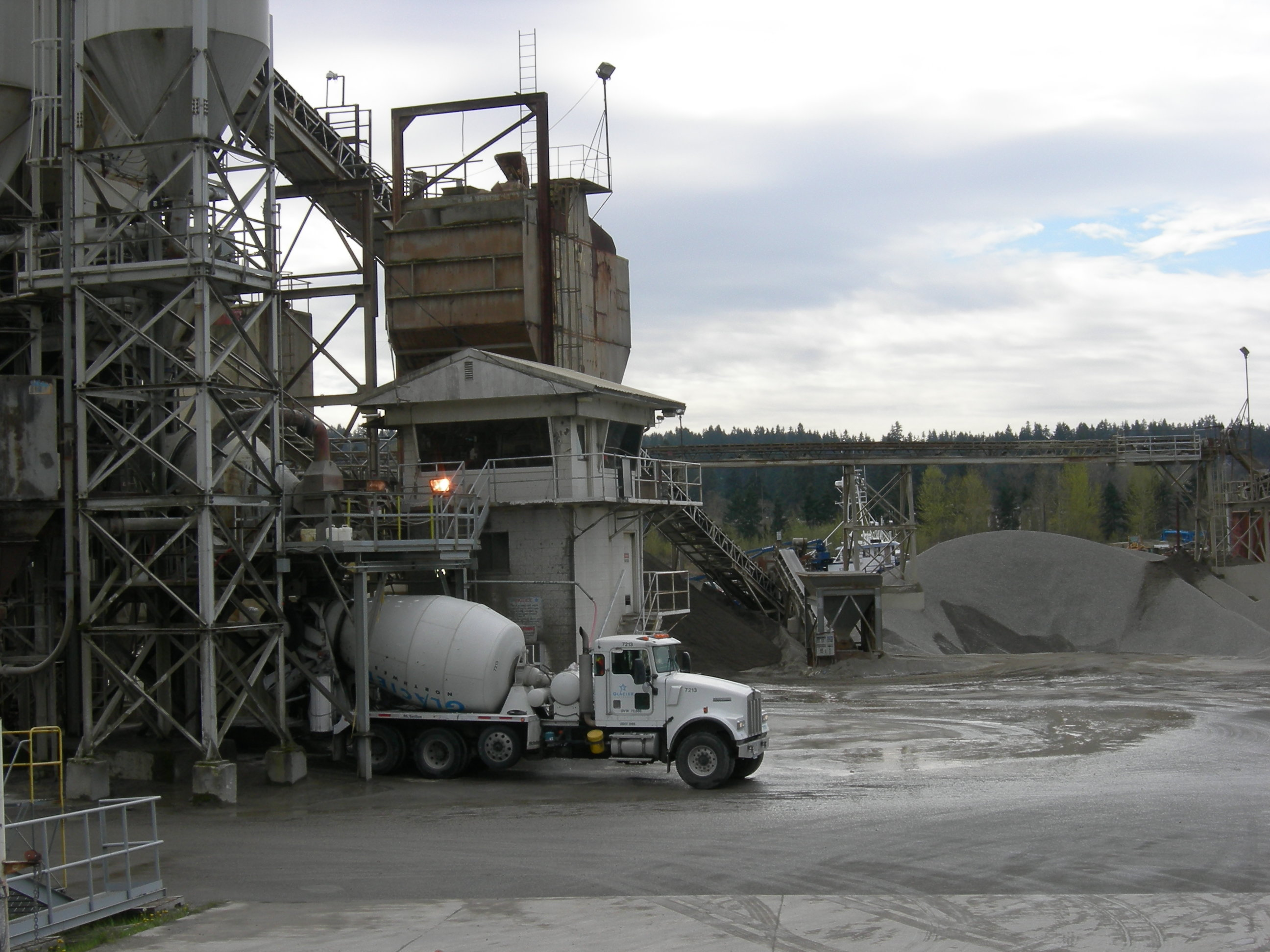
معمل أسمنت في كينمور في ولاية واشنطن الأمريكية.

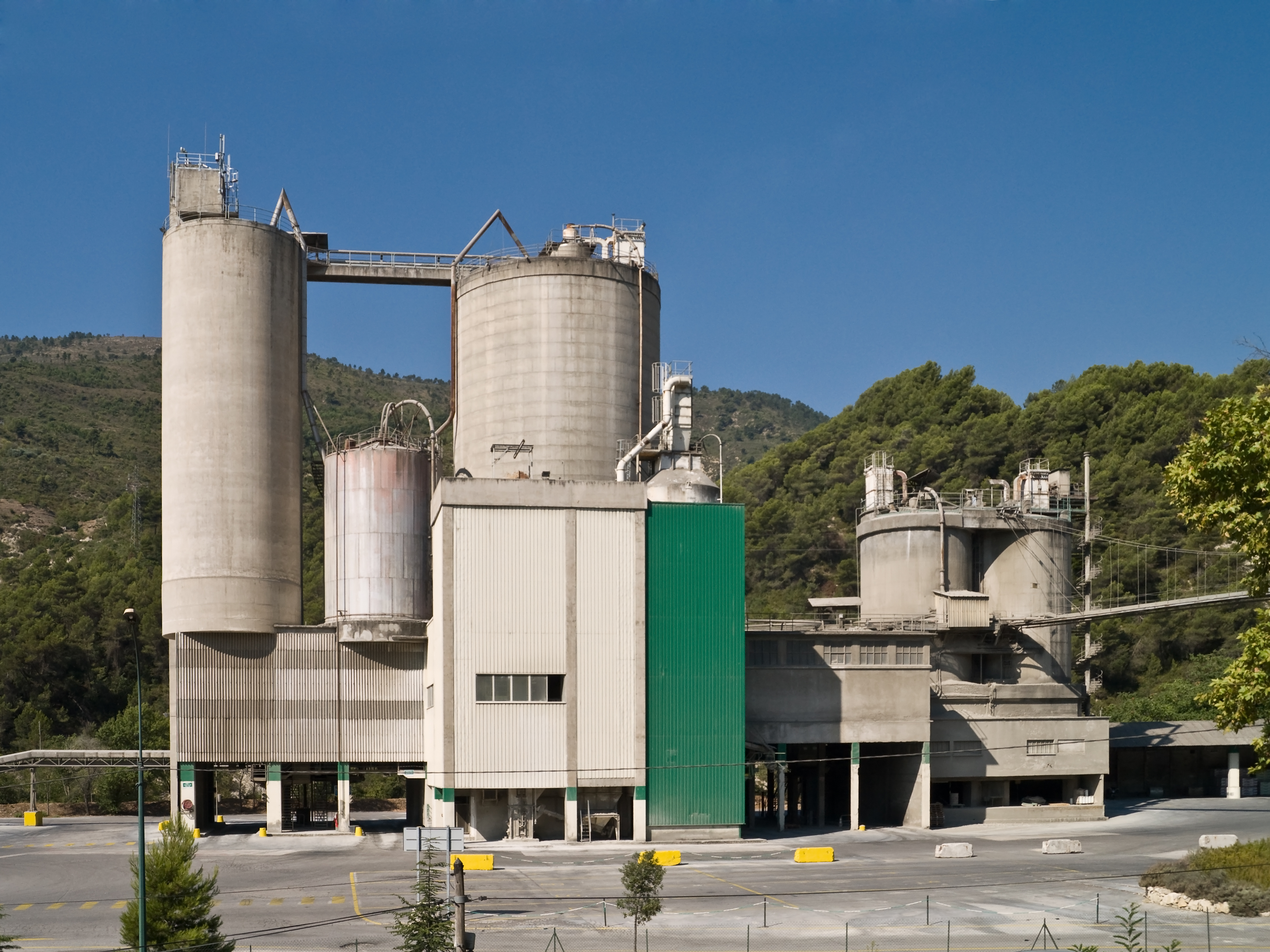
معمل أسمنت لافارج في كونت في فرنسا.

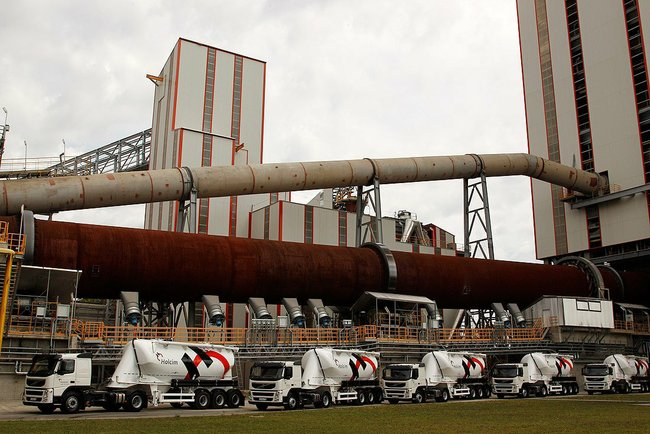
مصنع وخلاطات أسمنت لشركة هولسيم السويسرية، كبرى شركات الأسمنت في العالم.

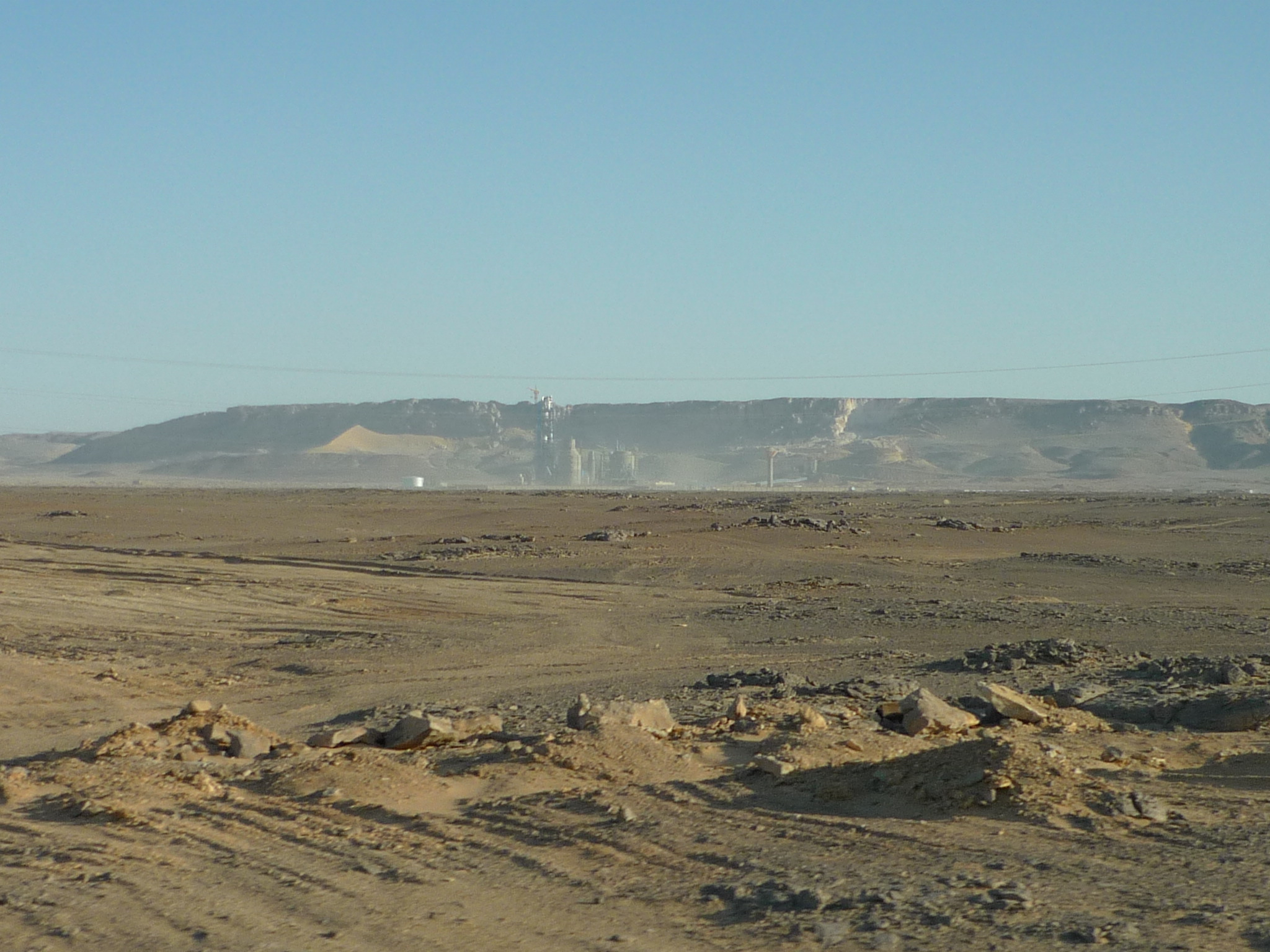
مصنع أسمنت بين أسوان وأبو سمبل في الصحراء الغربية مصر.

الأسمنت (ملاحظة 1) هو مادة رابطة ناعمة تتصلب وتقسي فتملك بذلك خواصاً تماسكية وتلاصقية بوجود الماء مما يجعله قادراً على ربط مكونات الخرسانة بعضها ببعض. وأهم استخدام للأسمنت هو الملاط والخرسانة حيث يربط المواد الاصطناعية أو الطبيعية لتشكل مواد بناء قوية مقاومة للتأثيرات البيئية العادية. يجب عدم الخلط بين الخرسانة والأسمنت، فالأسمنت يشير إلى المسحوق الجاف المستخدم في ربط المواد الكلية للخرسانة. وللأسمنت المستخدم في البناء نوعين هما الأسمنت المائي والأسمنت غير المائي.
تعتبر صناعة الأسمنت من الصناعات الإستراتجية. وهي مع ذلك صناعة بسيطة مقارنة بالصناعات الكبرى، وتعتمد على توفر المواد الخام اللازمة لذلك.

## لمحة تاريخية
استخدم القدماء في الماضي البعيد خليطا من الجير والطمي والرمل والماء في إقامة مبانيهم، فقد استخدمه قدماء المصريين بالفعل منذ 2600 عام، وأتقن الرومان صناعته خلال القرن الأول الميلادي حيث اكتشفوا أن إضافة التربة البركانية المأخوذة من منطقة بزولي، بالقرب من نابلس، تمكنهم من الحصول على خليط يصلح للتحكم في المياه الجوفية. وقد أصبحنا نعرف الآن أن تلك التربة المأخوذة من بزولي، التي استخدم اسمها بقدر من التحريف (بزولان) ليطلق على ذلك الصخر السليكوني البركاني، تحتوي على نسبة 60-90٪ من الرمل، و 10-40٪ من الجير، على حسب مصدرها. وتم بالفعل اكتشاف آثار قديمة في عدة مدن رومانية كبقايا الأسمنت الجاف تعود لتلك الحقبة التاريخية.
في الإمبراطورية الرومانية استعملوا الجبس، حيث أضاف يونان إيطاليا رماد البراكين الموجود بمنطقة بوزلس، ثم طوره الرومان وعمموه إلى نهاية العصر الحاضر.
الأسمنت هو مزيج من الجير مثل القرميد والآجر المكسرة، مضافة إلى الطين. la pouzzolane(هي أرض بركانية لمنطقة بوزون بناحية نابولي بإيطاليا)، وهذا مستعمل كثيرا كمزيج، الاسمنت لم يعرف كما هو موجود الآن، حتى القرن 19، ثم قام العالم louis Vicat بكشف لغز الرطوبة في الجير في العام 1817 والمتعلقة بالاسمنت التي كانوا يسمونها الجير المميه. والجير المحدود في 1840.
البحوث التي أجريت في نهاية القرن 18 للوصول إلى النتائج الحالية في صناعة الأسمنت الحديث في عام 1840، كانت تتعلق بالجير المقوى (غير مميه) لا يمتزج بالماء، أما الجير المميه فيه كمية من الماء وهو مشبع بالطين، يتصلب ويجف بسرعة ولكن يتحلل إذا لم يشو إلى درجة الذوبان. وفي العام 1796 اكتشف العالم james parker على جزيرة شايبي ببريطانيا العظمى، الأسمنت السهل (وهو عبارة عن جير مميه أو أسمنت طبيعي ينصهر بسرعة عند درجة انضاجه عند 900 °C كسائر الجير الطبيعي العادي). وأعطاه اسم الأسمنت الروماني، حيث أخذ شهرة ما بين 1820- 1920 تقريبا. وفي العام 1824 العالم البريطاني joseph aspalin أودع براءة لصناعة الجير المميه وأطلق عليه الأسمنت البورتلاندي نسبة إلى أعالي شبه جزيرة بورتلاند الموجودة على ضفاف بحر المانش الذي يفصل بين فرنسا وبريطانيا. إن أول مصنع للأسمنت اخترع بواسطة dupont et demarlé في سنة 1846 في منطقة boulogne-sur-mer، ولقد تطورت بعد ظهور مواد جديدة (فرن حركي الدوران حول نفسه) مكسر لكريات الكلنكر، تطورت وسائل صناعة الأسمنت دون توقف، وفي عام 1870 كان إنتاج الطن الواحد من الكلنكر (المكون الرئيسي للاسمنت) يستغرق 40 ساعة، أما الآن فيستغرق 3 دقائق فقط.

## تركيبة الأسمنت
الخليط الأساسي لصناعة الأسمنت يتكون من:
- الحجر الجيري لاستخراج الكلس (Calcite).
- الصلصال لاستخراج السليكا والبوكسيت (d’argiles).

والجير الطيني يملكان مواصفات تقارب 80٪ من الجير، و20٪ من الطين، ومواد علاجية:
أكاسيد الحديد (fe2o3)، والبوكسيت (Al2O3)، الرمل(SiO2) وهذه المواد تضاف للوصول إلى التركيبة المرغوبة.

## مبادئ أساسية في صناعة الاسمنت
يحتوي الإسمنت على مادتين أساسيتين هما الكلس والطين هذا الأخير نضيف إليه مواد أساسية هي السليس، والألمين وأكسيد الحديد.
مادتي الكلس والطين تُسحقان في آلات السحق وتمزجان مع بعضهما البعض بنسب يحددها المخبر ويطحنان في آلات الطحن ثم نمررهما عبر الفرن الذي تبلغ درجة حرارته حوالي 1430°م. فنحصل حينئذ على مادة الكلنكر. نضيف لهذه المادة مواد أخرى. وندخلها في آلة الطحن من بعدها نحصل على مادة الإسمنت التي توضع بأكياس ثم تعبأ.
الإسمنت يتكوّن كمواد خام من مادتين أساسيتين هما الحجر الجيرى lime stone والطفلة clay ومادتين إضافيتين يضافا حسب ظرف وطبيعة كل مصنع وهما الsand، iron ore الحديد والرمل ويسمّى الحديد والرمل corrective materials أي مواد لتصحيح النسب المراد الوصول إليها فأحيانا تأتي الطفلة والحجر بهما نسبه عالية من الرمل فلا تحتاج لإضافة رمل الحجر الجيري هو أساسا عبارة عن CaCo3 كالسيوم كربونات ولكن في الطبيعة يوجد به شوائب كثيرة مثل الSiO2 وAl2O3 وNa2O3 وFe2O3 وغيرها مثل البوتاسيوم والكلور وغيرها
الطفلة تتكون من 50 % SiO2 ومن 14 – 16 % Al2O3 والباقي عبارة عن CaO، وNa2O وFe2O3 وغيرها البوتاسيوم والكلور وغيرها
الرمل يتكوّن بشكل رئيسي من ال SiO2 في حدود 70 % والباقي عبارة عن Al2O3 وNa2O3 وFe2O3 وCaO وغيرها مثل البوتاسيوم والكلور وغيرها
الحديد يتكوّن بشكل أساسي من Fe2O3
تكلمنا عن تركيب الإسمنت من حيث المواد الخام
سنتكلم عن تركيب الإسمنت بشكل آخر من حيث التركيب الكيميائي ونربطه مع المواد الخام ولماذا اخترنا هذه المواد
يتكوّن الإسمنت من أربعة أكاسيد هي
الSiO2 وAl2O3 وCaO وFe2O3
المصدر الأساسي لل CaO هو الحجر الجيرى حيث يتحول CaCo3 إلى CaO في درجات الحرارة العالية كما سيتبيّن فيما بعد
المصدر الأساسي لل Al2O3 هو الطفلة
المصدر الأساسي لل SiO2 هو الرمل
المصدر الأساسي لل Fe2O3 هو الحديد
ولكن أود أن ألقت انتباهك إلى بعض النقاط
•	مع أن SiO2 50 % من الطفلة إلا أننا لم نضيف الطفلة لنحصل منها على ال SiO2 ولكننا أضفنا الطفلة لنحصل على ال Al2O3
•	ولكن لامانع من أننا فعليّا نستفيد من وجود ال SiO2 في الطفلة وكذلك بقية العناصر
•	يتم إضافة هذه المواد الخام بنسب معينه وتدخل طاحونة ضخمه لتطحن حتى تصل إلى درجة نعومه عالية وتسمى هذه الطاحونة بطاحونة الخام raw mill ولايحدث بالطاحونة أي تفاعلات كيميائية ولكن فقط طحن المواد الخام وفائدة هذا الطحن زيادة مساحة سطح الحبيبات تجهيزا لدخولها التفاعلات الكيميائية حتى تتعرض كل الجزيئات للتفاعلات
•	تكون النسب في المواد الخام تقريبا في حدود
75 % من الحجر و20 % من الطفلة و3% من الرمل و2% من الحديد وتختلف هذه النسب تبعا للنتائج والتحاليل ويراعى في هذه النسب ثلاثة معاملات هي
L S F معامل تشبع الجير وS.M وهو معامل السيليكا ومعامل الألومينا A.M ولكل من هذة المعاملات مدلولاته وأهميتة من الناحية التشغيلية علاوة على جودة المنتج
- بعد خروج المادة الخام من الطاحونة تدخل صومعة للتخزين وتقليب المادة الخام فقط وفائدتها التقليب
- ثم تبدا أول مراحل التفاعلات الكيميائية في مبنى ضخم يسمى البرج أو ال preheater وهو عبارة عن خمسة cyclone,فوق بعض وcalciner وال cyclone عبارة عن مايشبه خزان ضخم وال وcalciner عبارة عن خزان ضخم ولكن به شعله وكلهم متصلين ببعضهم البعض
- وفائدة هذا البرج هي

1- تسخين المادة الخام وتمهيدها لدخول الفرن
2- تحويل ال CaCo3 إلى CaO
لإننا قد ذكرنا أن الحجر يتكوّن من CaCo3 ونحن نحتاج في الصناعة ل CaO ويتم ذلك التحويل وفقا للمعادله التالية
CaCo3 CaO + Co2
وذلك عند درجة حراره 850 درجة مئوية
وبذلك تكون الأكاسيد الأربعة جاهزة للتفاعل في الفرن
•	تدخل المادة الخام الفرن وهو عبارة عن اسطوانة ضخمة مائلة بزاوية بسيطة أفقيٍا تدور حول نفسها وفي طرفها شعلة ضخمة
•	وبداخل الفرن تتحد الأكاسيد الأربعة مكوّناً مايسمى أطوار الكلينكر وهب
•	C3S, C2S, C3A، C4AF وهذه المواد الأربعة يكونوا مايسمى ب الكلينكر clinker وهو المواد الأولية في صناعة الإسمنت ويمكن أن يصدر الكلينكر أو يدخل في المرحلة التالية ليتكوّن الإسمنت
•	جدير بالذكر أن المركبات الأربع السابقة عبارة عن اختصار لما يلي
•	الC اختصار ل CaO
•	ال A اختصار ل Al2O3
•	ال S اختصار ل SiO2
•	ال F اختصار ل Fe2O3
•	أي ان ال C3S عبارة عن ثلاث جزيء من ال CaO متحده مع جزيء من ال SiO2 وهكذا وتصل درجات الحرارة إلى 1450 درجة عند نهاية الفرن منطقة الحريق عند الشعلة
•	بعد الفرن تدخل المادة المنتجة وتسمى الكلنكر إلى المبرد cooler للتبريد المفاجئ وفائدته تبريد الكلينكر ومنع التفاعل العكسي وتفكك أطوار الكلينكر الأربعة إلى الأكاسيد المكونة لها
•	بعد المبرد يخرج الكلينكر وهو المنتج الأولى في صناعه الإسمنت. •يُضاف بعد ذلك الجبس الخام وتركيبة كبريتات الكالسيومCaSO4.2H2O إلى الكلينكر ويدخلا معا طاحونة تُسمّى طاحونة إسمنت cement mill ويكون المنتج النهائي هو الإسمنت
•	يُضاف الجبس في حدود 5% وفائدته تنظيم زمن الشك للإسمنت
•	في أطوار الكلينكر ال C3A يشك لحظيا عند إضافة ماء ولكننا نضيف الجبس لتأخير زمن شكها
•	يتكون الجبس من CaSO4.2H2O وتتحد هذه المادة مع ال C3A مكونة مادة تسمى الاترنجيت تحيط بال C3A وتاخر من زمن وصول الماء إلى ال C3A وبالتالي تأخر من زمن الشك

## طرق صناعة الأسمنت
هناك ثلاث طرق لإيجاد المركب الكيميائي الأمثل للأسمنت.

### الطريقة الرطبة
يتم اختيار المواد الخام وتمزج بالماء لتعطي ناتج معلق، ويتشكل الكلنكر عند (1480)°م تعتمد هذه العملية على:

#### تكسير وخلط المواد الخام
تكسر المواد الخام من الحجر الجيري والسيليكات، والطين والأتربة السطحية، بواسطة الكسارات، ثم تنحل وتنقل، ليتم تخزينها على هيئة أكوام في مناطق مفتوحة أو مغطات.

#### الطحن
تنقل المواد الخام في طواحين المعلقات، حيث تخلط بالمياه ويستمر طحن المعلق حتى يصل إلى درجة النعومة المطلوبة، ينقل المعلق بعد ذلك إلى صوامع التخزين، حيث يصبح متجانساً بعد الضبط النهائي لمكوناته، وتأخذ منه عينات بشكل دوري لضمان مطابقة تركيباته المواصفات، ثم ينقل المعلق إلى أحواض المعلقات، حيث تقوم طواحين بتحويله إلى خليط متجانس.

#### الفرن والمبرد
يسحب المعلق من قاع الأحواض إلى فتحة تغذية الفرن الدوار (الفرن الأسطواني الطويل)، مبطن من الداخل بطوب حراري، ويدور ببطء يميل قليلاً عن المستوى الأفقي. ويسمح هذا الميل بدفع محتويات الفرن أثناء الدوران إلى الأمام. وتتولد عند الطرف الأمامي (الأسفل)، من الفرن غازات احتراق عالية الحرارة تتدفق إلى الجزء الأعلى (الخلفي) من الفرن في التيار المعاكس لحركة محتويات الفرن المندفعة إلى الأسفل، ويتم تبريد الكلنكر بواسطة مبرد هوائي. يكون طول الأفران في الطريقة الرطبة أطول من الطريقة الجافة وذلك حتى يكتمل فيها عملية تجفيف المعجون الممزوج بواسطة سلاسل معدنية ضخمة موجودة داخل الفرن أما هذة العملية ففي الطريقة الجافة يتم الاستعاضة عنها بالسايكلونات التي وجودها يقلص من طول الفرن بحوالي 50%.

#### الطحن النهائي والتعبئة
ينقل الكلنكر إلى طواحين كور، حيث يضاف إليه الجبس ويطحن، ثم يعبأ في أكياس.

### الطريقة الجافة
لقد أخذ استخدام العمليات الجافة لصناعة الأسمنت في الانتشار ليحل تدريجياً محل العمليات الرطبة، بسبب
الوفرة في الطاقة التي تتميز بها العمليات الجافة، والدقة في عمليات التحكم وفي خلط المواد الخام، دون إضافة الماء.
عمليات التشغيل الرئيسية في هذه الطريقة هي:

#### تكسير وخلط المواد الخام
تكسر المواد الخام من الحجر الجيري والسليكات، والطين والأتربة السطحية بواسطة الكسارات، ثم تنحل وتنقل،
ليتم تخزينها على هيأة أكوام في مناطق مفتوحة أو مغطاة.

#### الطحن
يتم إدخال المواد الخام في مجفف دوار (في حالة زيادة الرطوبة عن نسبة معينة)، حيث تجفف بواسطة الهواء الساخن أو العادم الناتجة عن تشغيل الفرن، ثم تطحن المواد الخام في طواحين المواد الخام وتنقل إلى صوامع تخزين ما قبل الخلط، حيث تصبح متجانسة من خلال عمليه الرص والسحب، بعد ذلك تنقل المواد الخام المتجانسة من صوامع التخزين أو الأنواع الأخرى من أماكن التخزين ما قبل الخلط إلى أماكن الخلط. تتم عملية الخلط بنسبة 30٪ طين، و70٪ حجر جيري.

#### الفرن والمبرد
تسحب المواد الخام المتجانسة من قاع صوامع التخزين إلى فتحة التغذية برج التسخين الابتدائي ذي المراحل المتعددة، وقد يصل ارتفاع البرج 120م.
يستخدم الغاز الطبيعي أو المازوت كمصدر للطاقة الحرارية، كما يستخدم الهواء الساخن الناتج عن تبريد الكلنكر كمصدر اضافي للحرارة. يميل الفرن قليلاً على المستوى الأفقي بحيث يسمح بحركة بطيئة للمواد الصلبة إلى الأسفل، فتقطع المسافة إلى فتحة التغذية الموجودة بأعلى الفرن إلى الطرف السفلي (جهة الاحتراق) حيث تتولد غازات الاحتراق عالية الحرارة في فترة زمنية تتراوح ما بين (1-3) ساعة، بينما تتحرك غازات الاحتراق إلى الأعلى في التيار المعاكس لحركة المواد الصلبة. فتعمل غازات الاحتراق الساخنة على تسخين المواد الخام، عند فتحة تغذية الفرن وتوفر كربونات الكلسيوم.

#### الطحن النهائي والتعبئة
ينقل الكلنكر إلى طواحين كور حيث يضاف إليه الجبس ويعبأ في أكياس.

### الطريقة شبه الجافة
الطريقة شبه الجافة هي حالة خاصة من العمليات الجافة، حيث يستخدم الفرن (ليبول كيلن) أو الفرن المزود بعمود، وفي الحالتين تشكل المواد الخام المطحونة في العمليات الجافة، على هيئة حبيبات تتراوح قطرها بين (10-15) مم، حيث يضاف إليها 13٪ من المياه.

## كيمياء الاسمنت
للإشارة إلى مراحل نستعمل عادة إشارات مختصرة، ونرمز لها ب
هذه هي: Fe2O3)F، (Al2O3) A، (Sio2) S (chaux) Cao C)
المكونات التي نصادفها في صناعة الاسمنت، نذكرها.
- أليت:.(C3S) : (CaO)3(SiO2)
- ألومنات:(C3A) : (CaO)3(Al2O3)
- بوليت:C2S): (CaO)2(SiO2)
- الكلس: (CaCO3)

- سليت:.Céliteزالت تسمية السليت C4AF.

- الجيرالحر: تكون شدتها عادة أقل من 2% من كتلة الكلنكر.CaO

- فوغيت:أحيانا تكون (C4AF): (CaO)4(Al2O3)(Fe2O) الألمينوفوغيت أو بغونميليغيت (CaO)2FeAlO3)هذه نصف تركيبة.
- جيبس:، (CaSO4).(H20) يسخن عند الدرجة(60-200)°م
- بيغيكلاس :MgO

- بوغتلونديت : يساهم في هدرجة الجير الحر.2(Ca(OH) هيدروكسيد الكلسيوم

- الرمل: السيليس(SiO2)

التركيبة الكيميائية للاسمنت (المواد المذكورة سابقا تساعد صلابة الاسمنت وتشده لشهور
النوعية النهائية المقدرة بواسطة قيمات محسوبة انطلاقا من التركيبة.

## أنواع الأسمنت
هناك 27 نوع للأسمنت:
- أسمنت المداخين العالية.
- أسمنت حليبي (رماد) أو أسمنت مركب (CEMV).
- الأسمنت الأبيض (يختلف في تركيبه).
- الأسمنت البورتلاندي العادي.
- الأسمنت البورتلاندي المركب.
- الأسمنت البورتلاندي المقاوم للجراثيم.
- الأسمنت البورتلاندي المتصلب في درجة الحرارة العالية ومقاوم للكبريتات.
- الأسمنت سريع التصلد.

تختلف أصناف الأسمنت سريع التصلب أو التصلد عن الأسمنت العادي من عدة نواحي، منها أن نسبة الحجر الجيري إلى السيليكات ونسبة سيليكات ثلاثي الكالسيوم في الأسمنت سريع التصلب تكون أكبر من مثيلاتها في الأسمنت العادي. كما يتصف هذا النوع بدرجة نعومة أكبر من الأسمنت العادي، مما يؤدى إلى سرعة التصلب وتولد سريع للحرارة.
يستخدم الأسمنت سريع التصلب في إنشاء الطرق.
- الأسمنت البورتلاندي منخفض الحرارة.
- الأسمنت البوزولاني.

## اقتصاد الأسمنت
تستهلك طاقة كبيرة ولا تحتاج إلى يد عاملة، وعملية نقله وتسويقه عن طريق البر باهظة الثمن، أما عن طريق المحيطات فهي سهلة. لذلك يفضل أن تكون المصانع قريبة من الساحل لكي يسهل نقلها عن طريق البحر مع توفر شرط آخر وهو قرب المحاجر الكلسية من المصنع وذلك أفضل.

## تأثير مصنع الأسمنت

### التأثير على البيئة
إنتاج الأسمنت وخاصة في المصانع القديمة ينتج كميات كبيرة من ثاني أكسيد الكربون، إذ أن 5% من مجموع الانبعاثات الناجمة عن النشاطات البشرية هو من الأسمنت.

### التأثير على صحة الإنسان
الأمراض الناتجة من جراء صنع الأسمنت والتعامل مع مادة الأمينت، التي هي بمثابة أمراض خطيرة تؤدي إلى الموت ومن بينها:
- مرض تشبع الرئة بالأمينت ASBSTOSE

هو عبارة عن تليف خطي يصيب الشعيبات التنفسية والرئة، ينتج عن استنشاق غبار الأمينت وهذا باختلاف حجمه، إذ أن الجزيئات ذات الحجم المتوسط والكبير أكبر من (10 ميكرو) هي أكثر سبباً في حدوث عملية التليف.

#### طرق الوقاية
- يتم العمل في جو رطب أو في أجهزة مغطاة موضوعة في أماكن منخفضة.
- يجب على العمال أخذ أقنعة مضادة للغبار.
- يجب مراقبة الجو أو الهواء على الأقل مرة واحدة في الشهر.
- لا يمكن قبول أي عامل بدون شهادة الكفاءة من طرف طبيب العمال، وهذه الشهادة يجب أن تجدد على الأقل مرة في السنة.
- لا يتم قبول العمال الذين تقل أعمارهم عن 18 سنة، والذين يعانون من عجز كلي أومن حالة صحية سيئة.

#### مرض تصون الرئة (silicose)
هذا المرض ناتج عن استنشاق غبار أكسيد السليسيوم أو السليس الحر(sio)، وهذا الأخير هو الوحيد الذي يسبب مرض تصون الرئة، إذ أن الأعمال التي تعطي أغبرة تحتوي عليه، وهو عبارة عن جزيئة قطرها أقل من (5 ميكرو)، ويبدأ الخطر عندما تفوق عدد الجزيئات 3000-4000 جزيئة في (السنتميتر المكعب) من الهواء.

#### طرق الوقاية
الوقاية من هذا المرض لا يوجد أي علاج بإمكانه أن يوقف من عملية التليف الرئوي. إلا بإبعاد العامل عن المغبرة.

#### مرض التهاب الجلد
هذا المرض هو أكثر الأمراض المهنية ويسبب الالتهابات الجلدية والأشخاص المعرضون لهذه الإصابات هم الذين يتعاملون مع الأسمنت والحاملين لها في مصنع الأسمنت.
حيث تلاحظ هذه الالتهابات على مستوى الرقبة والكتفين للأشخاص الذين يقومون بنقل الاسمنت وخاصة في أيام الجو الحار. للأسمنت شدة قاعدية ph>10) (لذلك لها دور حارق والتهابي على مستوى المسالك التنفسية مسبباً التهاب مخاطية الأنف الذي يمكن أن يتطور إلى ثقب في حاجز الأنفي والتهاب التشعيبات الهوائية وان كان هذا التعرض للغبار شديد وطويل المدى يؤدي إلى التهابات الشعيبات الهوائية المزمنة (bronchite).
- ومن الأعضاء الأكثر عرضة للالتهاب الجلد نجد: (الظهر، اليدين، الأصابع، الأظافر، الأقدام، الوجه)، وعلى مستوى العين يؤدي إلى التهابات حادة كالتهاب الأنسجة الضامة والجفون، وتظهر في نوع من الحساسية (كالتهاب العين الحاد، الدموع، ورم يلاحظ على حاجب العين).

#### طرق الوقاية
- يجب أن نقلل من اتصال الجلد بالأسمنت باستعمال قفازات والكليمات الحامضية والدهنية.
- العناية الجسدية الجيدة مع غسل اليدين بماء نقي.
- كل لطمة جلدية يجب أن تعالج بصورة جيدة.
- يجب على العمال الجدد العاملين بالأسمنت أن يخضعوا لانتقاء طبي، إذ أن الأشخاص الذين يملكون بشرة حساسة لا يمكن لهم أن يعملوا في هذه الأماكن.
- يجب أن تتوفر في العمال صحة المسالك التنفسية التي يقوم على رعايتها الطبيب خلال عدة فحوصات دورية منتظمة.
- العمل في مكان مفتوح يدخله الهواء الطبيعي.

#### التأثير على حاسة السمع لدى الإنسان
الضجيج يشكل مشكلة صحية لعمال المصنع والسكان المجاورين ويستطيع أن يشكل لهم أمراض كارتفاع ضغط الدم.

#### طرق الوقاية
- يجب التدخل على مستوى الآلة أو التجهيز بوضع مواد أو تغيير بعض القطع.
- يجب عزل الآلات الأكثر ضجيجاً في أماكن خاصة.
- يجب على العمال ارتداء أقنعة وغلاقات الأذن.

### التأثير على صحة الحيوانات
لغبار الأسمنت تأثير كبير على صحة الحيوانات، حيث يكون غذاؤها مزيجاً بين العشب والأسمنت، وبالتالي يقضي على الدورة الوراثية.[بحاجة لمصدر]

### التأثير على النبات
إن من أخطر سلبيات صناعة الأسمنت هو التأثير السيئ على البيئة وتهديد المجال المحيط به من خلال الإفرازات التي تطرحها الوحدات الصناعية من فضلات غازية وسائلة التي لها تأثير سلبي على الغطاء النباتي كتراكم طبقة سميكة من غبار الأسمنت على أوراق الأشجار فيؤدي هذا إلى إنتاج رديء للخضر والفواكه، إضافة إلى خطر تسمم الإنسان عند تناولها، وكذلك الحيوان عند تناول الأعشاب.

## شركات الأسمنت

### شركات الإنتاج
ترتيب شركات صناعة الأسمنت عالمياً في نهاية 2005 كما يلي:
1. lafarge: فرنسا تحتل المرتبة الأولى عالمياً.
2. Holcim: سويسرا تحتل المرتبة الثانية عالمياً.
3. Cemex: المكسيك تحتل المرتبة الثالثة عالمياً.
4. Heidelberg Cement: ألمانيا تحتل المرتبة الرابعة عالمياً.
5. Italcementi: إيطاليا تحتل المرتبة الخامسة عالمياً.

## هوامش
- ملاحظة 1 المرادفات: الإسمنت [2][3] أو تُرَابَة[3]